# Taylan Barman
 (août 2017).
 (août 2017).
Si vous disposez d'ouvrages ou d'articles de référence ou si vous connaissez des sites web de qualité traitant du thème abordé ici, merci de compléter l'article en donnant les références utiles à sa vérifiabilité et en les liant à la section « Notes et références ».
Pour les articles homonymes, voir Barman (homonymie).
Taylan Barman, né le 25 août 1968 à İstanbul (Turquie), est un réalisateur belge.

## Biographie
Belge né à Istanbul en 1968, Taylan Barman arrive en Belgique à quelques mois.
Après ses études secondaires, il exerce les métiers de chauffeur coursier, vendeur, opérateur à la découpe de logos. En parallèle à son parcours professionnel, Taylan Barman réalise en 1995 avec son ami d’enfance Mourad Boucif un premier court-métrage L’amour du désespoir. En 1997, ils filment un deuxième court métrage avec Kamel. Le film est diffusé par la RTBF (télévision belge) et Arte le diffusent. Il est sélectionné à l’Input et obtient le prix de la SACD.
En 2001, Taylan Barman et Mourad Boucif réalisent Au-delà de Gibraltar. En 2008, Taylan Barman réalise 9mm en solo.

## Filmographie
- 1995 : L’amour du désespoir (court métrage) fiction 30 min
- 1997 : Kamel (moyen métrage) fiction 67 min
- 2001 : Au-delà de Gibraltar (long métrage) fiction 105 min
- 2008 : 9mm (long métrage) fiction 95 min